# Bita Elahian
 (septembre 2020).
Bita Elahian (Alahyan) (persan : بیتا الهیان), est une cinéaste et actrice irano-américaine qui vit à Los Angeles, en Californie,. Elle étudie la réalisation cinématographique à la New York Film Academy (NYFA). Elle est membre de Women in Film LA et de New York Women in Film & Television. 

## Biographie

### Jeunesse
Bita Elahian est née en Iran et y a passé son enfance. 

### Carrière
Bita Elahian commence sa carrière de cinématographie au Moyen-Orient. Pour sa mise en scèn de Hall au théâtre, elle reçoit le prix de la meilleure direction au Women's Theater Festival en 2009,,,,. 

### Influence
Elahian s'intéresse à l'autonomisation des femmes. Actuellement, la réalisatrice est membre de New York Women in Film & Television et Women in Film LA,. 

## Filmographie

### Courts métrages

#### Réalisation
- 2014 : The Seventh Day
- 2016 : Beautiful Dream
- 2016 : Red Rose
- 2016 : An Ideal Marriage
- 2017 : Blame
- 2019 : Vida

#### En tant qu'actrice
- 2015 : Hills Like white Elephants Cafe
- 2018 : X
- 2019 : Vida